# Świątynia VI (Tikál)

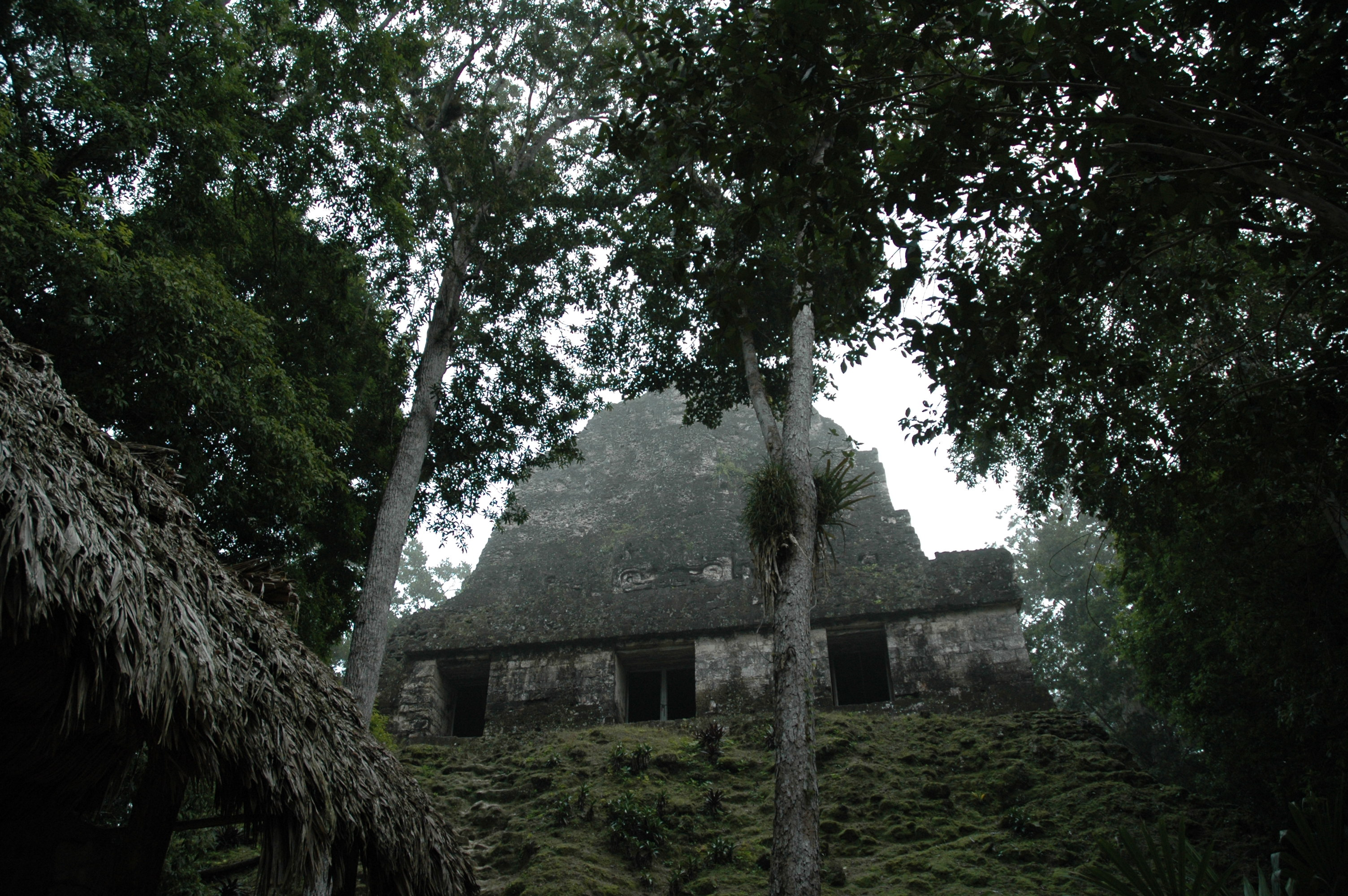
Świątynia VI

Świątynia VI lub Świątynia Inskrypcji (hiszp. Templo VI lub Templo de las Inscripciones) – piramida schodkowa Majów położona w starożytnym mieście Tikál w Gwatemali. Ponieważ znajduje się w znacznej odległości od pozostałych świątyń została odkryta dopiero w 1951 roku przez Antonio Ortiza. Jej dach oraz wnętrze pokrywają długie hieroglificzne teksty, dlatego bywa nazywana też Świątynią Inskrypcji. Potrójne wejścia oraz wewnętrzny układ pomieszczeń wskazują, że była raczej pałacem niż świątynią. U podnóża schodów znajduje się stela gloryfikująca króla Yikʼin Chan Kʼawiila, oraz bardzo uszkodzony ołtarz.

## Charakterystyka
Budowla została wzniesiona przez króla Yik'in Chan K'awiila, jednak hieroglificzne inskrypcje datowane na 766 rok prawdopodobnie kazał wykonać jego nieznany z imienia syn i następca. Inskrypcje składają się ze 186 kamiennych glifów wysokich na 80 cm i szerokich na 1 metr. Opisują ważne wydarzenia z historii miasta od okresu preklasycznego oraz zawierają listę władców Tikál od czasów legendarnych. Najstarsza pojawiająca się tekście data to 1139 rok p.n.e. Nie wiadomo więc, czy opisane w inskrypcji wydarzenia są mityczne, czy też bardzo odległe lecz prawdziwe i zapisano je ze względu na szczególne znaczenie.
Badacz David Stuart uważa, że budowla mogła być główną świątynią „nad przodka” tikalskiej dynastii, gdyż zawiera wiele ikonograficznych i tekstowych odniesień do legendarnego okresu zwanego Sak Hix Muut. Zasugerował też, że jej wczesna wersja mogła zostać zbudowana w latach 527–528 n.e. przez władcę o takim samym imieniu co Yik'in Chan K'awiil.